# Marcigny
Marcigny é uma comuna francesa na região administrativa de Borgonha-Franco-Condado, no departamento Saône-et-Loire. Estende-se por uma área de 8,16 km². Em 2010 a comuna tinha 1 785 habitantes (densidade: 218,8 hab./km²).